# 플로르 보나방투라
플로르 보나방투라(Flore Bonaventura, 1988년 10월 12일 ~ )는 프랑스의 배우이다.